# Airdrieonians Football Club
Maillots
Actualités
Dernière mise à jour : 10 juillet 2020.
Airdrieonians Football Club est un club de football écossais basé à Airdrie, fondé en 2002 sous le nom de Airdrie United FC et qui évolue actuellement en Scottish Championship.
En 2013, le club récupère le nom du club historique de la ville, le Airdrieonians FC, fondé en 1878, qui disparut en 2002 alors qu’il venait de terminer à la deuxième place du championnat de deuxième division écossaise et de remporter la Scottish Challenge Cup pour la troisième fois de son histoire. Airdrieonians était alors le premier club professionnel écossais à disparaître depuis 1967 et la banqueroute du Third Lanark Athletic Club. Le plus grand succès du club remontait à 1924 avec une victoire en Coupe d'Écosse.
Cependant, un club est recréé dans la foulée sous le nom de Airdrie United FC et est autorisé à jouer en troisième division écossaise à la suite du rachat de la licence professionnelle et à la relocalisation du club de Clydebank FC. Bien que techniquement, le club historique et le nouveau club soient deux entités distinctes, il est couramment admis que le club actuel se place dans la continuité de son illustre ancêtre. Cela est d'autant plus vrai depuis le renommage du club et le retour à l'ancien logo ; le club utilisant déjà les couleurs (blanc avec un losange rouge) et le surnom (the Diamonds, « les Carreaux ») de son prédécesseur.
Le club a remporté deux trophées malgré sa courte histoire - la Scottish Second Division en 2004 et la Challenge Cup en 2009. Appelé parfois le « club le plus chanceux du championnat écossais », le club a bénéficié à trois reprises (2008, 2009 et 2012), du désistement d'autres clubs pour pouvoir monter ou se maintenir.

## Histoire

### La formation et les premières années
Le club a été créé à Airdrie en 1878 sous le nom d’Excelsior Football Club. Il change son nom en Airdrieonians en 1881. Il intègre la Scottish Football League en 1894.
Le club vit une période particulièrement faste dans les années 1920 après le recrutement de Hughie Gallacher de Queen of the South en 1921. Airdrie conteste la domination des Rangers, terminant à la deuxième place du championnat d’Écosse quatre années de suite entre 1923 et 1926 et remportant la Coupe d'Écosse de football en 1924 en battant Hibernian 2-0. Bob McPhail dit : « L'attitude de conquérant de Gallacher a fait des ravages parmi les défenseurs de Hibs. Russell et lui ont été nos meilleurs attaquants ». Willie Russell a inscrit les deux buts de la rencontre.
À la suite de cette victoire, le club se rend en Norvège et en Suède au début de l'été 1925 et y fait forte impression. Des traductions de journaux locaux ainsi que des photographies de ce voyage sont  toujours disponibles. Cette période couronnée de succès arrive à son terme avec le départ de Gallacher en décembre 1925 et de McPhail en 1927, vendus respectivement à Newcastle United et aux Rangers.

### L'après-guerre et au-delà
Les Airdrieonians passent l’essentiel des années d’après-guerre à faire le yo-yo entre l’élite et la deuxième division. Le club participe à la première Texaco Cup en 1970-1971, battant Nottingham Forest au premier tour. Cette rencontre s'est décidée aux tirs au but et Airdrie est devenu le premier club écossais impliqué dans une séance. Le club dispute également la finale de la Texaco Cup de 1972 contre Derby County, s'inclinant 2-1 à l'issue des deux rencontres. Airdrie atteint la finale de la Coupe d'Écosse 1975, perdant 3-1 contre le Celtic. Après la restructuration des championnats écossais, une compétition appelée la Spring Cup fut instituée pour les équipes de divisions inférieures. Airdrie remporte cette compétition en 1976, mais elle disparaît dès l'année suivante, les clubs préférant jouer plus de matchs de championnat à la place.

### L'ère Alex MacDonald

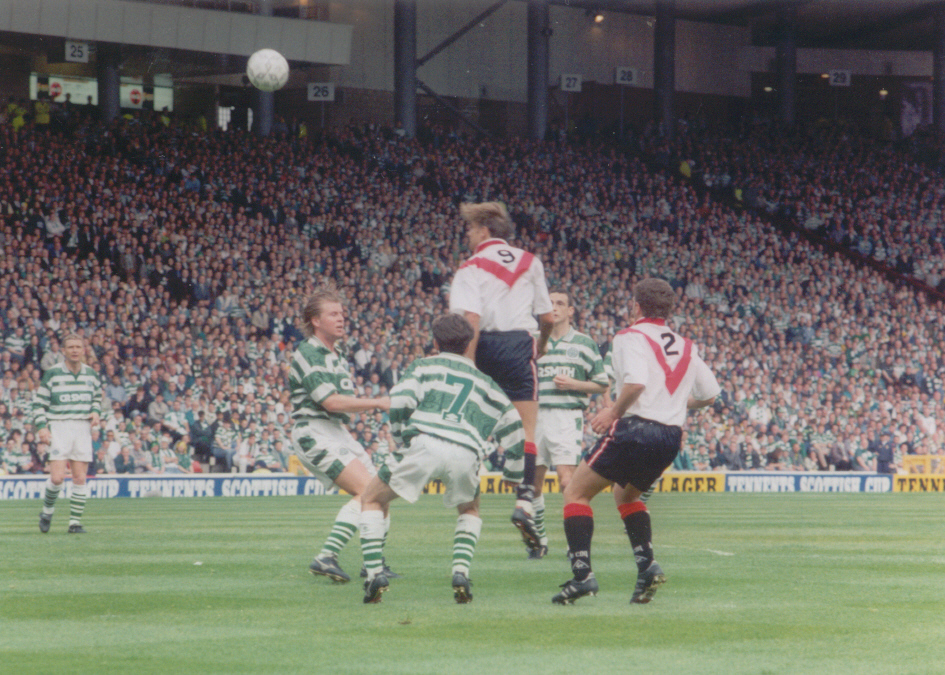
Airdrieonians en finale de la Coupe d'Écosse 1995.

Durant les années 1990, avec Alex MacDonald dans ses rangs, Airdrie se fraye un chemin jusqu'à la première division lors des saisons 1991-1992 et 1992-1993, est régulièrement considéré comme un candidat à la promotion et est reconnu comme l'un des plus grands clubs de seconde division.
MacDonald mène également les Diamonds en finale de Coupe d'Écosse à deux reprises. La première a lieu le 9 mai 1992 face aux Rangers devant 44 045 spectateurs à Hampden Park. Malheureusement pour Airdrie, un but de Mark Hateley et d'Ally McCoist donne la victoire à la moitié bleu de Glasgow (2–1).
Bien qu'Airdrie se soit incliné lors de la finale de la Coupe d'Écosse 1992, il est qualifié pour la Coupe des coupes 1992–1993, étant donné que les Rangers ont aussi remporté le championnat d'Écosse en 1992. Airdrie tire au sort l'équipe tchèque du Sparta Prague au premier tour. Le club écossais perd 1–0 à Broomfield et 2–1 in Prague, perdant 3–1 sur les deux rencontres. Kenny Black, qui deviendra plus tard entraîneur d'Airdrie United, marque le seul but d'Airdrie.
Airdrie atteint également la finale de la Coupe d'Écosse en 1995, affrontant l'autre club de Glasgow, le Celtic. Airdrie s'incline une nouvelle fois, perdant 1-0 sur un but de Pierre van Hooijdonk. Airdrie remporte également la Challenge Cup en 1995.

### Problèmes de stade
Airdrie vend son stade de Broomfield à Safeway en 1994, et doit partager son stade avec le Clyde FC à Broadwood durant quatre ans en attendant la construction de l'Excelsior Stadium. Ce changement de stade est la première étape dans les difficultés que va connaître le club par la suite. La mauvaise gestion de cette situation par le conseil d'administration du club ainsi que le long retard dans l'octroi du permis de construire du nouveau stade par le North Lanarkshire Council ont aggravé la situation financière du club. Les faibles affluences à l'Excelsior Stadium à l'issue du déménagement d'Airdrieonians n'ont rien fait pour arranger cette situation, le club manquant de fonds pour mettre sur pied une équipe compétitive et offrir aux spectateurs un spectacle satisfaisant.
L'effondrement des Airdrieonians est incarné par la mort soudaine et inattendue de Joey Rowan, le dernier dirigeant de longue date du club. Rowan travaillait au sein du club depuis de nombreuses années, et était le gendre de Jack Dalziel, un bienfaiteur de longue date des Airdrieonians (son nom a été donné à la tribune principale). Rowan, déjà très apprécié des supporters du club en raison de sa passion et de sa franchise, a gagné encore plus leur respect en restant à Airdrieonians et en subissant des pertes financières substantielles en essayant d'éviter la liquidation du club, là où l'essentiel des membres du conseil d'administration avait démissionné et s'accusait mutuellement d'être responsable de la situation financière du club.

### Liquidation
En février 2000, KPMG est nommé liquidateur provisoire des Airdrieonians. Cette nomination intervient peu de temps après que le président des Rangers David Murray ait demandé à la justice de saisir une partie des revenus d'Airdrie afin de rembourser une de ses sociétés. KPMG et le conseil d'administration espéraient attirer davantage d'investisseurs privés au club. La plupart des joueurs sont licenciés à la fin de la saison 1999–2000. Steve Archibald rachète le club et durant la saison 2000–2001, fait venir de nombreux joueurs étrangers, notamment David Fernández, Jesus Sanjuán, Antonio Calderón et Javier Sánchez Broto, devenus populaires auprès des supporters et vainqueurs de la Scottish Challenge Cup en 2000. KPMG met fin à son contrat de gestion avec Archibald en février 2001, déclarant qu'Archibald n'avait pas respecté les délais de paiement des honoraires. Après avoir éprouvé des difficultés à honorer ses engagements, Airdrie évite de justesse la relégation en troisième division.
Malgré les gros problèmes financiers, Ian McCall réussit à construire une nouvelle équipe et à conserver le titre en Scottish Challenge Cup. Le club obtient également de bons résultats en seconde division écossaise lors de la saison 2001-2002, et est à la lutte pour la montée en Scottish Premier League. Une série de seulement deux victoires en quatorze rencontres, cependant, voit le club d'Airdrieonians compromettre ses chances et permettre à Partick Thistle de remporter la seconde division et la montée. Le dernier match disputé par les Airdrieonians est un match à l'extérieur contre Ayr United à Somerset Park le 27 avril. Le match est interrompu par l'arbitre après l'envahissement du terrain par les supporters d'Airdrie, qui protestaient contre le propriétaire d'Ayr United, Bill Barr. Sa société, Barr Construction avait construit l'Excelsior Stadium, et il était devenu l'un des principaux créanciers d'Airdrie.
Après le dépôt de bilan de Airdrieonians le 1er mai 2002, un comptable fan des Airdrieonians, Jim Ballantyne, soutenu par d'autres supporters, a voulu entrer en Scottish Football League (SFL) avec une équipe nommée Airdrie United. Sa demande pour obtenir une place a cependant été rejetée en faveur de Gretna, qui jouait alors en Northern Premier League anglaise. Ballantyne choisit ensuite de prendre le contrôle de Clydebank, un autre club de SFL en proie à de sérieuses difficultés financières. Avec l'approbation de la SFL, le nom de l'équipe est changé pour devenir Airdrie United, l'équipe déménage à Airdrie et le maillot est modifié pour adopter le célèbre style en losange des Airdrieonians. Bien qu'étant officiellement la continuation légale de Clydebank, ce club est reconnu comme étant la réincarnation des Airdrieonians, et une nouvelle formation de Clydebank, le Clydebank FC a été refondée par ses supporters en West Region Junior League
. Un Hall of Fame est créé par le nouveau club pour honorer les joueurs célèbres de l'ancienne entité (dont certains ont également joué pour le nouveau club), avec de nouvelles inscriptions chaque année.

### Premières années– titre en championnat et nouvel entraîneur (2002–2006)
Entraîné par Sandy Stewart, le premier match d'Airdrie United a lieu au New Broomfield contre Forfar Athletic en août 2002, le capitaine Stephen Docherty marquant l'unique but du match pour une victoire 1-0 d'Airdrie United. Lors de sa première saison, le club n'a manqué la montée que de justesse, à un point près à cause d'un but dans les arrêts de jeu de Brechin City, obtenant la montée par la même occasion. Le club atteint le second tour de la Challenge Cup, le troisième tour de la Coupe d'Écosse et le troisième tour de la Coupe de la Ligue après avoir battu l'équipe de Premier League Kilmarnock au tour précédent.
Durant le reste du mandat de Stewart, le club atteint la finale de la Challenge Cup en 2003 (perdant 2–0 contre Inverness Caledonian Thistle), et remportant le titre en Second Division lors de la saison 2003-2004. Après un mauvais début de saison, Airdrie entame une série de matchs sans défaite durant les 18 derniers matchs de la saison,, notamment le dernier match de la saison devant une affluence de 5 700 spectateurs à New Broomfield contre Morton (2–0). Le club est titré champion depuis la journée précédente, après une victoire 1–0 victory contre Alloa Athletic à Recreation Park.
En novembre 2006, Stewart est limogé et remplacé par l'ancien joueur d'Airdrieonians Kenny Black, novice sur le banc.

### Résultats mitigés– barrages, victoire en coupe et changements au club (2006–2013)
Avec Kenny Black, le club perd en barrages quatre années consécutives :
- Lors de la saison 2006–2007 en tant que finaliste des barrages de relégation (perdant 5–4 sur l'ensemble des deux matchs contre Stirling Albion)[40].
- Lors de la saison 2007–2008 en finale des barrages de montée (défaite 3–0 sur l'ensemble des deux matchs contre Clyde)[41]. Cependant, la relégation administrative de Gretna en Third Division[42], après avoir été mis en redressement judiciaire[43], entraîne une restructuration des championnats, et Airdrie est promu en First Division en tant que finaliste des barrages[44].
- Lors de la saison 2008–2009 en tant que finaliste des barrages de relégation (défaite 3–2 sur l'ensemble des deux matchs contre Ayr United)[45]. Une fois de plus, Airdrie bénéficie d'un sursis car l'incertitude persistante concernant le futur de Livingston entraîne la relégation du club en Third division, permettant à Airdrie d'être maintenu en First Division en tant que finaliste des barrages[46].
- Lors de la saison 2009–2010 en tant que demi-finaliste des barrages de relégation (défaite 3–1 sur l'ensemble des deux matchs contre Brechin City)[47]. À la différence des deux saisons précédentes, le club n'est pas repêché[48].

Le club remporte la Challenge Cup en 2008, battant Ross County 3–2, l'entraîneur Kenny Black signe un contrat à long terme (jusqu'en 2012) à la suite de ce succès. La décision du club de se concentrer sur la formation des jeunes est récompensée en janvier 2011, lorsque le Celtic recrute Tony Watt pour la somme de 80 000 £ plus des bonus.
Le premier match de championnat entre Airdrie United et leur rival local d'Albion Rovers a lieu à New Broomfield le 10 septembre 2011, Airdrie l'emportant 4-0. Après une nouvelle défaite en barrages 6–2 sur l'ensemble des deux matchs contre Dumbarton en barrages de montée à la fin de la saison 2011–2012 Airdrie bénéficie à nouveau des déboires d'une nouvelle équipe, les Rangers, la société s'occupant de sa gestion étant placée en liquidation, la Ligue de football écossaise décidant de reléguer administrativement les Rangers en Third Division. Cette décision entraîne la montée d'une équipe supplémentaire dans chacune des divisions du football écossais à la fin de la saison 2012-2013. Airdrie, en tant que finaliste des barrages de montée de Second Division la saison précédente, est promu en Scottish First Division. La saison en First Division s'achève en mai 2013, le club terminant dernier du championnat et connaissant la relégation en Second Division.

### Retour des Airdrieonians (2013–2015)
En juin 2013, la Fédération écossaise autorise Airdrie United à changer son nom en Airdrieonians.

### Nouveau propriétaire au club (2015–2018)
En juin 2015 Jim Ballantyne cède le contrôle du club à Tom Wotherspoon, un homme d'affaires du Lanarkshire et propriétaire de M & H Logistics (auparavant sponsor d'Hamilton Academical, d'East Fife et de BSC Glasgow). Wotherspoon devient président et Ballantyne vice-président, nommant l'ancien rédacteur de la section sport du Scottish Sun Iain King en tant que directeur exécutif (King quitte le club en juin 2016).
En décembre 2016 le Airdrieonians Supporters Trust devient le premier groupe de supporters au monde à sponsoriser le maillot domicile de leur équipe, la bande rendant hommage au supporter d'Airdrie Mark Allison.
Bien qu'il conserve sa participation majoritaire, Tom Wotherspoon démissionne de son poste de président et de directeur des Airdrieonians le 5 juin 2017, l'ancien président Jim Ballantyne prenant la place de Wotherspoon en tant que président.

### Reprise, COVID-19 et déceptions en barrages (2018–2022)
En janvier 2018, il est annoncé qu'un consortium de plusieurs hommes d'affaires (notamment l'ancien entraîneur des Airdrieonians Bobby Watson) prend le contrôle des parts de Tom Wotherspoon, mettant fin à une période tumultueuse pour le club. La majorité de l'ancien comité directeur est remplacé, notamment Jim Ballantyne, ainsi que le directeur du football Gordon Dalziel (nommé en octobre 2016). La présentation du nouveau comité directeur à l'Excelsior Stadium indique également que le club abandonnera le Ravenscraig Sports Complex de Motherwell pour réintégrer son ancien stade.
L'entraîneur Ian Murray mène le club  à la 5e, 3e, et deux 2e places en Scottish League One, 2019, 2020, 2021 et 2022, le club échouant en barrages (en raison de la pandémie de Covid-19) en 2020, en perdant contre l'équipe de Championship Morton en mai 2021, et contre l'équipe de League One de Queen's Park en mai 2022. Après cette défaite, Murray quitte le club pour Raith Rovers en Championship.

### De nouveau en D2 (2023-)
À l'issue de la saison 2022-23, le club est promu en Championship.

## Stade

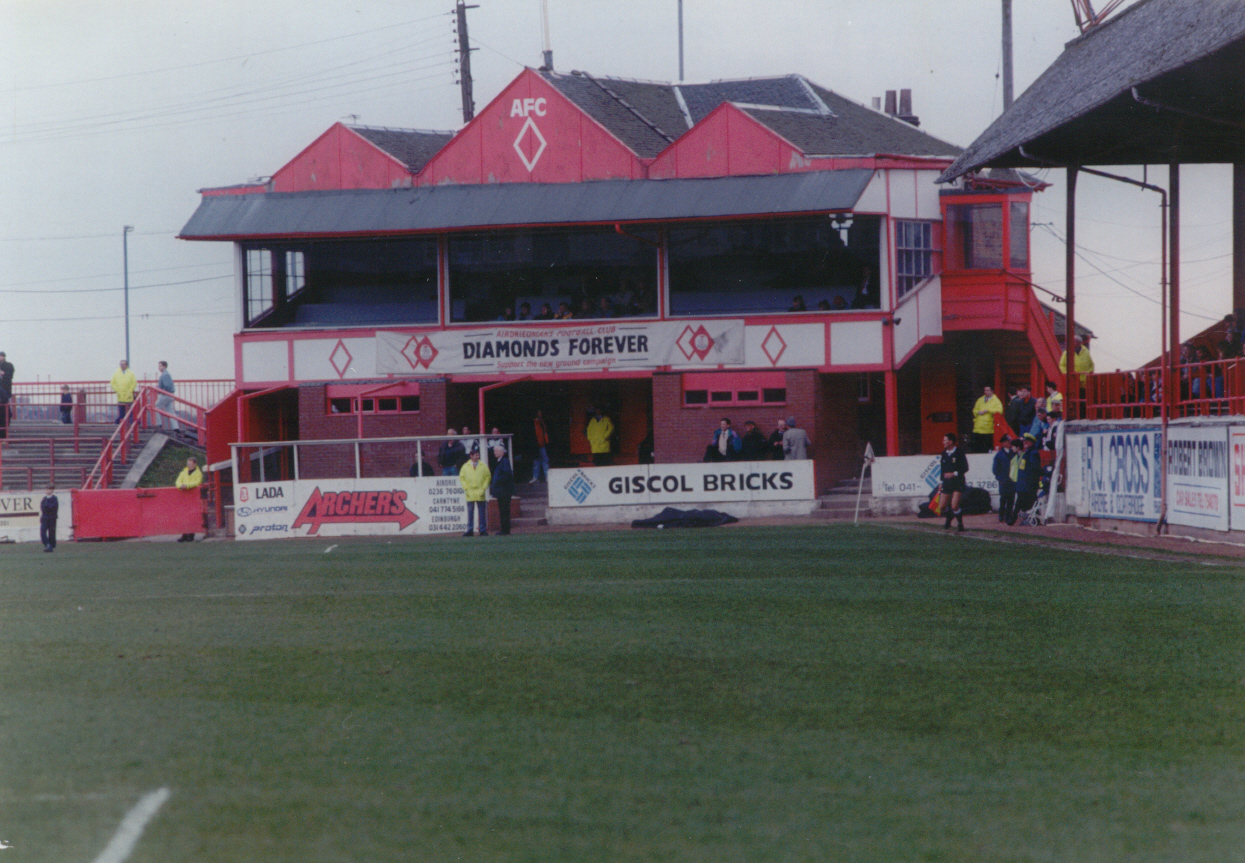
Broomfield Park

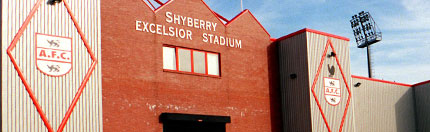
Entrée de l'Excelsior Stadium

Durant la majeure partie de son histoire, Airdrieonians joue à Broomfield Park, construit en 1892. Le stade est situé dans le centre-ville d'Airdrie. Le terrain de Broomfield est très étroit, avec seulement 67 mètres de large. Ces caractéristiques physiques et la proximité des tribunes par rapport au terrain conféraient à Broomfield une atmosphère bruyante qui déplaisait aux clubs visiteurs. Broomfield était connu pour son pavillon d'angle caractéristique, construit en 1907. Après avoir remporté la Coupe d'Écosse 1923-1924, le club a construit une tribune principale, adjacente au pavillon.
Le dernier match à Broomfield a eu lieu en mai 1994 après quoi le stade, ayant été vendu à la chaîne de supermarché Safeway, a été démoli pour construire un magasin. Le club avait prévu d'utiliser les fonds générés par cette vente pour construire un nouveau stade entièrement équipé de places assises, mais a eu des difficultés à obtenir les autorisations. Airdrie a partagé son terrain avec Clyde au Broadwood Stadium à Cumbernauld durant quatre saisons avant que le club ne puisse jouer dans son nouveau stade, le Shyberry Excelsior Stadium pour la saison 1998-1999. Airdrieonians y a joué ses matchs à domicile jusqu'à leur liquidation en 2002.

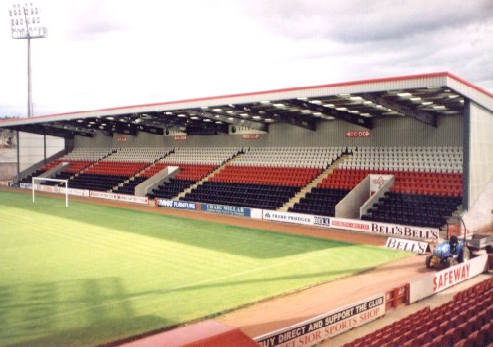
Excelsior Stadium, stade d'Airdrieonians

Airdrie joue ses matchs à domicile à l'Excelsior Stadium, aussi connu sous le nom de New Broomfield. Pour des raisons de sponsoring, le stade est baptisé The Shyberry Excelsior Stadium (Shyberry Design Ltd. ayant parrainé la construction), et entre 2018 et 2022 en tant que Penny Cars Stadium.
L'Excelsior Stadium a une capacité de 10 101 places. À la fin de la saison 2009-2010 une nouvelle surface artificielle est installée. Elle a été remplacée à la fin de la saison 2021–2022. Le terrain principal et les infrastructures adjacentes sont accessibles aux associations municipales.
En 2003, un partage du stade est proposé à Falkirk, leur terrain n'étant plus aux normes,. Queen of the South y a joué un tour de Ligue Europa en 2008, tout comme Motherwell en 2009. Queen's Park y a joué ses matchs « à domicile » de décembre 2013 à mai 2014, en raison des travaux à Hampden Park pour les Jeux du Commonwealth de 2014,.

## Couleurs et blasons

### Couleurs
Airdrie United a hérité des couleurs distinctives d'Airdrieonians, à savoir un maillot blanc avec un losange rouge. Le design est inspiré du surnom des Airdrieonians, The Diamonds, qui a été repris par Airdrie.

### Blason
Lors de la création d'Airdrie United, l'emblème du club était un aigle bicéphale bleu sur un bouclier blanc, avec un rouleau rouge sous le bouclier portant la mention "Airdrie United F.C.", modifié pour porter "Airdrie F.C." lorsque le club a changé de nom en 2012. L'aigle rappelle les armes de la ville d'Airdrie.
Quand le club a hérité du nom Airdrieonians en 2013, il a également restauré le blason arboré par l'entité précédente : l'Airdrieonians original a porté cet emblème de 1974 jusqu'à sa disparition en 2002, à l'exception de la saison 2000-2001. Ce blason représente un coq assis sur un bouclier contenant deux lions passant et les initiales du club. En mars 2015, le club a été informé par le Lord Lyon King of Arms que son blason comportant un bouclier, il constitue une figure héraldique, et que les figures héraldiques ne sont pas autorisées à porter des lettres. Le 19 juin 2015, les Airdrieonians dévoilent un nouvel écusson, supprimant le bouclier et utilisant à la place un chevron– représentant le « diamant d'Airdrie » – pour séparer le rouleau du reste de l'insigne.

## Staff

### Entraîneurs
- Sandy Stewart (2002–2006)[77],[38]
- Kenny Black (2006–2010)[78],[79]
- Jimmy Boyle (2010–2013)[80]
- Gary Bollan (2013–2015)[81]
- Eddie Wolecki Black (22 décembre 2015 – 31 octobre 2016)[82],[83]
- Danny Lennon (10 mars 2016 – juin 2016)[84]
  - Lennon est nommé entraîneur intérimaire de mars à mai 2016, pendant que l'entraîneur Wolecki Black se remettait d'une maladie.[84]
- Kevin McBride (juin 2016–30 octobre 2016)
  - McBride est nommé entraîneur principal par intérim à partir de juin 2016 jusqu'à ce qu'Eddie Wolecki Black soit apte à reprendre le travail après avoir été victime d'un accident vasculaire cérébral (déplacement à Cowdenbeath en mars 2016).
- Mark Wilson (31 octobre 2016 – 17 juin 2017)[83],[85]
- Willie Aitchison (4 août 2017 – 20 août 2017)
- Stevie Findlay (29 septembre 2017[86]–8 octobre 2018)
- Ian Murray (19 octobre 2018 – 24 mai 2022)
- Rhys McCabe (26 mai 2022–)

### Équipe technique
- Entraîneur : Rhys McCabe
- Entraîneur-adjoint : Callum Fordyce
- Préparateur de l'équipe première : Bryan Prunty
- Entraîneur des gardiens : David Hutton
- Kiné : JD Peacock
- Logisticien : Gordon Thomson
- Responsable de l'académie : Alan Gow

### Comité directeur
- Président : Martin Ferguson
- Directeurs : Sam Greene, Paul Hetherington, David McArthur, Scott Russell, Gordon Watson
- Président honoraire : Ian McMillan

## Palmarès et records

### Airdrieonians Football Club (1878-2002)
- Scottish Football League :
  - Deuxième (4) : 1923, 1924, 1925, 1926
- Scottish Football League First Division[87] :
  - Vainqueur (3) : 1903, 1955, 1974
  - Deuxième (9) : 1901, 1947, 1950, 1966, 1980, 1990, 1991, 1997, 2002
- Scottish Cup : 
  - Vainqueur (1) : 1924
  - Finaliste (3) : 1975, 1992, 1995
- Scottish Challenge Cup :
  - Vainqueur (3) : 1995, 2001 et 2002
- Lanarkshire Cup :
  - Vainqueur (32) : 1886, 1887, 1888, 1891, 1892, 1897, 1898, 1903, 1904, 1909, 1911, 1913, 1914, 1915, 1918, 1919, 1922, 1923, 1925, 1931, 1935, 1938, 1963, 1966, 1967, 1970, 1971, 1976, 1980, 1984, 1988, 1996
- Spring Cup :
  - Vainqueur (1) : 1976

### Airdrieonians Football Club (depuis 2002)
- Scottish Football League Second Division : 
  - Vainqueur (1) : 2004[28]
  - Deuxième (1) : 2008[88]
- Scottish Challenge Cup :
  - Vainqueur (2) : 2009[49] et 2024
  - Finaliste (1) : 2004[33]
- North Lanarkshire Cup :
  - Vainqueur (1) : 2022
- Meldrum Cup :
  - Vainqueur (1) : 2015

### Records
| Type                                                     | Record               | Informations complémentaires                                                                                      |
| -------------------------------------------------------- | -------------------- | --- |
| Joueur le plus capé                                      | Jimmy Crapnell, 9    | pour l'Écosse |
| Plus de points en une saison                             | 72                   | en League One 2021–2022                                                                                           |
| Plus de buts en championnat par un joueur sur une saison | 53, Hughie Baird     | en 1954-1955 |
| Apparitions en championnat                               | 159, Stephen McKeown | |
| Meilleur buteur                                          | 60, Calum Gallagher  | avec notamment 53 buts en championnat                                                                             |
| Affluence à domicile                                     | 24 000               | c. Heart of Midlothian le 8 mars 1952 à Broomfield Park c. le Celtic le 19 août 1988 à Shyberry Excelsior Stadium |
| Plus large victoire                                      | 15–1                 | c. Dundee Wanderers FC en Scottish Division Two le 1er décembre 1894                                              |
| Plus large défaite                                       | 1–11                 | c. Hibernian en Scottish First Division le 24 octobre 1959                                                        |
| Plus grand nombre d'apparitions                          | John Martin, 755     | entre 1980 et 1999                                                                                                |

## Récompenses officielles du club

### Joueur de l'année
| Season    | Joueur de l'année | Jeune joueur de l'année |
| --------- | ----------------- | ----------------------- |
| 2021–2022 | Dylan Easton      | Callum Smith            |
| 2020–2021 | Callum Fordyce    | Leon McCann             |
| 2019–2020 | Callum Fordyce    | Leon McCann             |
| 2018–2019 | David Hutton      | Josh Edwards            |
| 2017–2018 | Scott Stewart     | Dean Cairns             |
| 2016–2017 | Andy Ryan         | Scott Stewart           |
| 2015–2016 | David Cox         | Nicky Cadden            |
| 2014–2015 | Paddy Boyle       | Luca Gasparotto         |
| 2013–2014 | Jim Lister        | Liam Watt               |
| 2012–2013 | John Boyle        | Chris O'Neil            |
| 2011–2012 | Ryan Donnelly     | Nathan Blockley         |
| 2010–2011 | Ryan McCord       | Jamie Bain              |
| 2009–2010 | Pas de récompense | Pas de récompense       |
| 2008–2009 | Stephen Robertson | Bobby Donnelly          |
| 2007–2008 | Allan Russell     | Kevin Watt              |
| 2006–2007 | Neil McGowan      | Stephen McKenna         |
| 2005–2006 | Bryan Prunty      | Steven McDougall        |
| 2004–2005 | Marvyn Wilson     | Stephen McKenna         |
| 2003–2004 | David Dunn        | Willie McLaren          |
| 2002–2003 | Jérôme Vareille   | Stephen McKeown         |

### Hall of Fame
Un Hall of Fame est établi par le club en 2002 pour honorer les joueurs de l'entité précédente (certains ont joué pour les deux clubs), avec de nouveaux entrants chaque année.
| - Evan Balfour - John Ballantyne - Rose Ballantyne - Jim Black - Jimmy Boyle - Drew Busby - Antonio Calderon - Sandy Clark - Sammy Conn - James Connor - Steve Cooper - Jimmy Crapnell - Jack Dalziel - Tommy Duncan - Stephen Docherty - Bobby Flavell - John Flood - Tom Forsyth - Hughie Gallacher | - Sam Goodwin - Stevie Gray - Paul Jack - Drew Jarvie - Paul Jonquin - Jackie Keenan - Walter Kidd - John Lapsley - Alan Lawrence - Lawrie Leslie - Paul Lovering - Alex MacDonald - Roddy McKenzie - Jim March - John Martin - Kevin McCann - Willie McCulloch - Brian McKeown - Stephen McKeown | - Ian McMillan - Brian McPhee - Tommy Murray - Frank O'Rourke - Bobby Ramsey - Jummy Reid - John Reid - Jim Rodger - Joey Rowan - Willie Russell - Jimmy Sandison - Bob Scott - Matt Scott - Andy Smith - Sandy Stewart - Bobby Watson - Jimmy Welch - Derek Whiteford - Billy Wilson |

### Bilan européen
Airdrieonians se qualifie pour la Coupe UEFA à une reprise. En 1992, Airdrieonians atteint la finale de la Coupe d'Écosse en 1992, battu par les Rangers. Le vainqueur de la Scottish Cup se qualifie normalement pour la Coupe des coupes, mais comme les Rangers sont déjà qualifiés pour la Champions League grâce à leur classement en championnat, leur place revient au finaliste, Airdrieonians. Airdrie est éliminé au  were eliminated in the premier tour par le Sparta Prague, club tchécoslovaque lors d'un match aller-retour.
| Saison    | Compétition      | Tour         | Adversaire    | Domicile | Extérieur | Cumulé |
| --------- | ---------------- | ------------ | ------------- | -------- | --------- | ------ |
| 1992–1993 | Coupe des coupes | Premier tour | Sparta Prague | 0–1      | 1–2       | 1–3    |

## Entraîneurs
| Entraîneur      | Période   |
| --------------- | --------- |
| Steve Archibald | 2000-2001 |
| Don Mackay      | 2001      |
| Sandy Stewart   | 2002-2006 |
| Kenny Black     | 2006-2010 |
| Jimmy Boyle     | 2010–     |

## Palmarès
- Champion d'Écosse D2 : 1903, 1955, 1974
- Champion d'Écosse D3 : 2004
- Vainqueur de la Coupe d'Écosse : 1924
- Vainqueur de la Scottish Challenge Cup : 1995, 2001, 2002, 2009
- Vainqueur de la B Division Supplementary Cup : 1946
- Vainqueur de la Spring Cup : 1976
- Finaliste de la Coupe d'Écosse : 1975, 1992, 1995
- Finaliste de la Texaco Cup : 1972
- Finaliste de la Tennents' Sixes : 1993

## Anciens joueurs
- Derek Parlane
- Jimmy Crapnell
- Jock Shaw